# Івдельлаг
Івдельський ВТТ (рос. Ивдельлаг) — підрозділ, що діяв в структурі Головного управління виправно-трудових таборів Народного комісаріату внутрішніх справ СРСР (ГУЛАГ НКВД).

## Історія
Створений 16.08.37, управління знаходилось в селищі (з 1943 місто) Івдель, Свердловської обл. Першим начальником був Алмазов (Алмазян) Завен (Зувен) Арменакович.

## Виробництво
Лісозаготівлі, будівництвово Лобвінського сульфіт-спиртового заводу, вуглеопалювальних печей для деревно-вугільної металургії, обслуговування на контрагентських засадах «Богословугля» і Богословського «Шахтстроя», виробництво меблів, виготовлення взуття, будівництво аеродрому, робота в ОТБ-5 4-го спеціального відділу МВС при Івдельтабі, обслуговування судоремонтних майстерень в Першинському затоні, будівництво гідролізного заводу, обслуговування центральної ремонтно-механічної і електромайстерні, сплав, лісо- і шпалорозпил, деревообробка, виробництво ширвжитку, швейне виробництво, с/г роботи, будівництво вузькоколійних залізниць, автодоріг, домобудівельного цеху, житлове будівництво, обслуговування цегляного заводу.